# Peștera Martel
Peștera Martel (monument al naturii) este o arie protejată de interes național ce corespunde categoriei a III-a IUCN (rezervație naturală de tip speologic) situată în județul Gorj, pe teritoriul administrativ al comunei Padeș.

## Localizare
Peștera se află în partea nord-vestică a satului Motru Sec la limita vestică a județului Gorj cu județul Mehedinți, în malul stâng al râului Motru Sec.

## Descriere
Rezervația naturală cu o suprafață de 2 hectare a fost declarată arie protejată prin Legea Nr.5 din 6 martie 2000 (privind aprobarea Planului de amenajare a teritoriului național - Secțiunea a III-a - zone protejate) și reprezintă o cavernă (peșteră) cu două intrări și o rețea de galerii și culoare suborizontale cu formațiuni concreționare și faună cavernicolă. 